# 桜井道夫
桜井 道夫（さくらい みちお、1949年（昭和24年）11月8日 - ）は、日本の政治家。元北海道美唄市長（2期）。お笑いコンビ「西麻布ヒルズ」の櫻井市長（本名：櫻井慎一朗）は長男。

## 来歴
北海道空知郡美唄町出身。北海道大学経済学部卒。1974年、美唄市役所に入る。財政、行政管理、総務の各課長、企画財政部長を経て、2004年の美唄市長選挙に立候補し、現職に5000票以上の差をつけ、初当選する。2008年の市長選挙でも新人候補に大差をつけて再選する。同年9月に長男の出演するお笑いライブに特別出演し、下着姿で親子漫才をしている画像が長男のブログに掲載されたところ市議会で追及され、陳謝する羽目に陥った。2期目途中の2010年に脳内出血を起こし、公務に支障を期したため、翌2011年に「療養に専念する」ため、市長を辞職した。